# Jorge Luis Borges
Jorge Francisco Isidoro Luis Borges Acevedo, noto semplicemente come Jorge Luis Borges (IPA: [ˈxorxe ˈlwis ˈborxes], ; Buenos Aires, 24 agosto 1899 – Ginevra, 14 giugno 1986), è stato uno scrittore, poeta, saggista e traduttore argentino.

Firma di Jorge Luis Borges

Le opere di Borges hanno contribuito alla letteratura filosofica e al genere fantastico. Il critico Ángel Flores, primo ad utilizzare l'espressione "realismo magico" per definire quel genere che intende rispondere al realismo e al naturalismo dominante del XIX secolo, considera come inizio di tale movimento la pubblicazione del libro di Borges Storia universale dell'infamia (Historia universal de la infamia).
È considerato tra i più importanti scrittori del XX secolo, ispirato, specie nella sua gioventù, tra gli altri da Macedonio Fernández, Rafael Cansinos Assens, Leopoldo Lugones, dalla lirica barocca di Luis de Gongora e -come da Borges esplicitato nell'intervista rilasciata a Roberto Gervaso- dalla poesia di Emerson e Robert Browning, dalla narrativa anglo-americana di Chesterton, De Quincey, Kipling, Stevenson, Wells, Poe,  Faulkner, da quella tedesca di Kafka e dal buddismo, sul quale ha scritto anche una breve monografia. Narratore, poeta e saggista, è famoso sia per i suoi racconti fantastici, nei quali ha saputo coniugare idee filosofiche e metafisiche con i classici temi del fantastico (quali: il doppio, le realtà parallele del sogno, i libri misteriosi e magici, gli slittamenti temporali), sia per la sua più ampia produzione poetica, dove, come afferma Claudio Magris, si manifesta "l'incanto di un attimo in cui le cose sembra stiano per dirci il loro segreto".
Oggi l'aggettivo «borgesiano» definisce una concezione della vita come opera d'invenzione, menzogna, contraffazione spacciata per veritiera (come nelle sue famose recensioni di libri immaginari, o le biografie inventate), fantasia o reinvenzione della realtà.

## Biografia

### L'infanzia e il soggiorno europeo
Jorge Francisco Isidoro Luis Borges Acevedo nacque prematuro (all'ottavo mese di gravidanza) nella stessa casa di via Tucumán 840 a Buenos Aires dove era già nata sua madre. Figlio di Jorge Guillermo, avvocato e insegnante di psicologia - in lingua inglese - all'Instituto del Profesorado en Lenguas Vivas e di Leonor Acevedo Haedo. Pochi anni dopo, la famiglia si trasferì nel quartiere Palermo, che sarebbe diventato un'ambientazione ricorrente della sua opera. Il futuro scrittore - che sin da piccolo manifestò i sintomi di quella cecità che nei Borges era ereditaria da ben 6 generazioni - venne educato in casa, oltre che dal padre e dalla nonna materna, da un'istitutrice inglese e si rivelò ben presto un bambino precocissimo: a sette anni scrisse il suo primo racconto - La visiera fatal - e a nove tradusse il racconto di Oscar Wilde Il principe felice (pubblicato su El País a firma di Jorge Borges: si ritenne che la traduzione fosse ovviamente del padre). Nel 1908 venne iscritto alla quarta classe elementare della scuola pubblica.
Nel 1914 si trasferì con i genitori, la sorella Norah (nata nel 1901) e la nonna materna - quella paterna li raggiunse in seguito - a Ginevra, dove restò fino al 1918. Il soggiorno svizzero, durante il quale frequentò il Collège Calvin (rue Theodore de Beze, Ginevra, fondato da Giovanni Calvino nel 1559), fu un periodo di intensi studi (tra cui le lingue latina, francese e tedesca) e ampie letture di autori europei. Nel 1918, dopo la morte della nonna materna, si trasferì con la famiglia dapprima a Lugano e, l'anno successivo, a Maiorca. Qui, prima di trasferirsi a Siviglia e poi a Madrid, scrisse i suoi primi due libri rimasti inediti: uno di poesie (Los ritmos rojos di celebrazione della rivoluzione russa) e uno di prose (Los naipes del tahur, Le Carte del Baro). Nel 1919, durante il soggiorno a Siviglia, per la prima volta venne pubblicata, sul numero 37 della rivista Grecia, una sua poesia, Himno del mar (Inno al Mare).

### Gli inizi della carriera letteraria

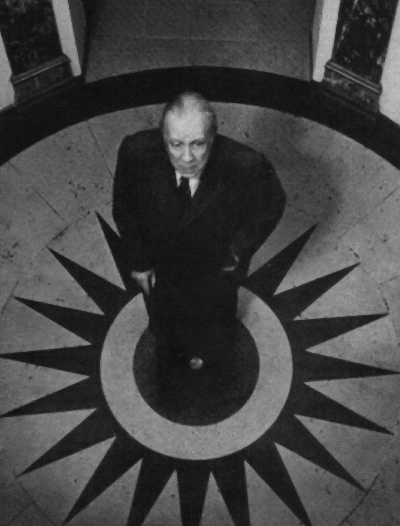
Jorge Luis Borges nel 1969 nell'albergo parigino L'Hôtel.

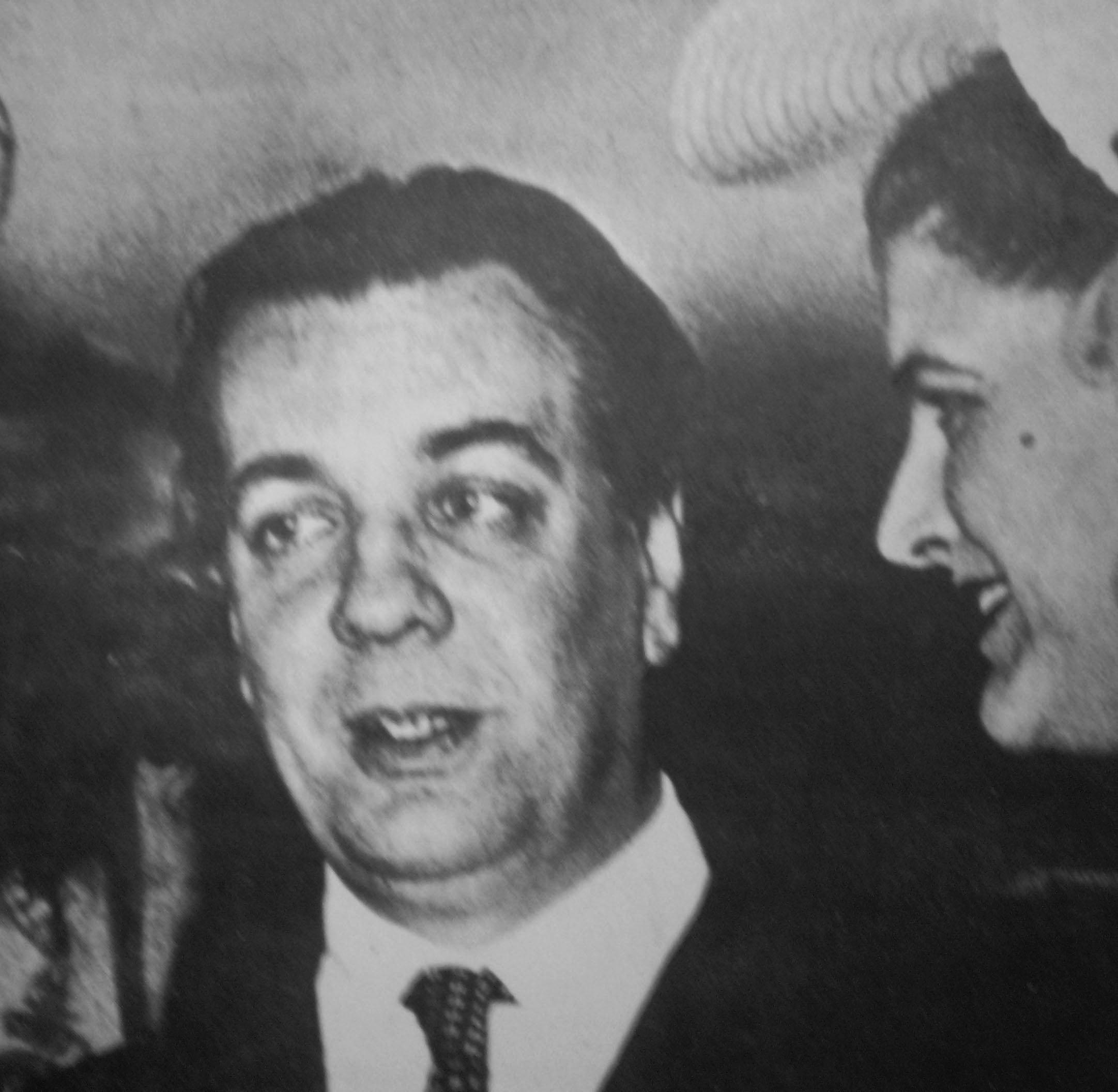
Jorge Luis Borges nel 1940 (foto pubblicata nel 1968).

Il 24 gennaio 1921 fu pubblicato il primo numero della rivista letteraria spagnola Ultra, la quale, come suggeriva il nome, era l'organo di diffusione del movimento ultraista. Fra i collaboratori più noti si ricordano lo stesso Borges, Rafael Cansinos-Assens, Ramón Gómez de la Serna e Guillermo de Torre che sposò nel 1928 Norah Borges.
Il 4 marzo 1921 la famiglia Borges - composta dalla nonna paterna, Frances Haslam, che si era unita a Ginevra nel 1916; i genitori, Leonor Acevedo e Jorge Guillermo Borges e la sorella Norah Borges - si imbarcò nel porto di Barcellona sulla nave (la "Reina Victoria Eugenia") che li avrebbe riportati a Buenos Aires. Al porto li aspettava Macedonio Fernández, la cui amicizia Borges ereditò dal padre. Una volta a Buenos Aires egli scrisse nella rivista Cosmópolis, fondò la rivista murale Prisma (della quale però furono pubblicati solo due numeri) e scrisse anche su Nosotros, diretta da Alfredo Bianchi.
Nel 1922 egli andò a trovare Leopoldo Lugones insieme a Eduardo González Lanuza, per consegnargli il secondo (e ultimo) numero di Prisma. Fonda la prima serie della rivista Proa con Macedonio Fernandez e altri scrittori. Nell'agosto del 1924 seconda serie della rivista Proa con Ricardo Güiraldes, autore di Don Segundo Sombra, Alfredo Brandán Caraffa e Pablo Rojas Paz.
Nel 1931 uscì il primo numero di Sur, rivista fondata e diretta da Victoria Ocampo; in questo primo numero Borges collaborò con un articolo dedicato al colonnello Ascasubi.
Nel 1923, il giorno prima del secondo viaggio in Svizzera, Borges pubblicò il suo primo libro di poesie, Fervore di Buenos Aires (Fervor de Buenos Aires), in cui si prefigurava, come disse lo stesso Borges, tutta la sua opera successiva.
Fu un'edizione preparata in fretta e furia in cui erano presenti alcuni refusi ed era priva di prologo. Per la copertina sua sorella Norah realizzò un'incisione, e ne furono stampate all'incirca trecento copie; le poche che ancora si conservano sono considerate dei tesori dai bibliofili: in alcune sono addirittura rinvenibili correzioni manoscritte realizzate dallo stesso Borges. L'unica copia appartenente alla Biblioteca Nazionale Argentina è stata rubata nel 2000 insieme ad altre prime edizioni di Borges.
Più tardi scrisse, tra le altre pubblicazioni, nella rivista Martín Fierro, una delle riviste chiave della storia della letteratura argentina della prima metà del XX secolo.
Nonostante la sua formazione europeista, Borges rivendicò con le tematiche trattate le sue radici argentine, e in particolare "porteñas" (cioè di Buenos Aires), nelle opere come Fervore di Buenos Aires (1923), Luna di fronte (Luna de enfrente) (1925) e Quaderno San Martín (Cuaderno de San Martín) (1929).
Sebbene la poesia fosse uno dei fondamenti della sua opera letteraria, il saggio e la narrativa furono i generi che gli procurarono il riconoscimento internazionale.
Dotato di una vasta cultura, costruì un'opera di grande solidità intellettuale sull'andamento di una prosa precisa e austera, attraverso la quale poté manifestare un distacco talora ironico dalle cose del mondo, senza per questo rinunciare al suo delicato lirismo. Le sue strutture narrative alterano le forme convenzionali del tempo e dello spazio per creare altri mondi di grande contenuto simbolico, costruiti a partire da riflessi, inversioni, parallelismi. Gli scritti di Borges prendono spesso la forma di artifici o di potenti metafore con sfondo metafisico.
Tra i suoi amici di questo periodo si ricordano José Bianco, Adolfo Bioy Casares, Estela Canto e altri, soprattutto nel novero del circolo della rivista Sur, fondata dalla sua amica Victoria Ocampo.

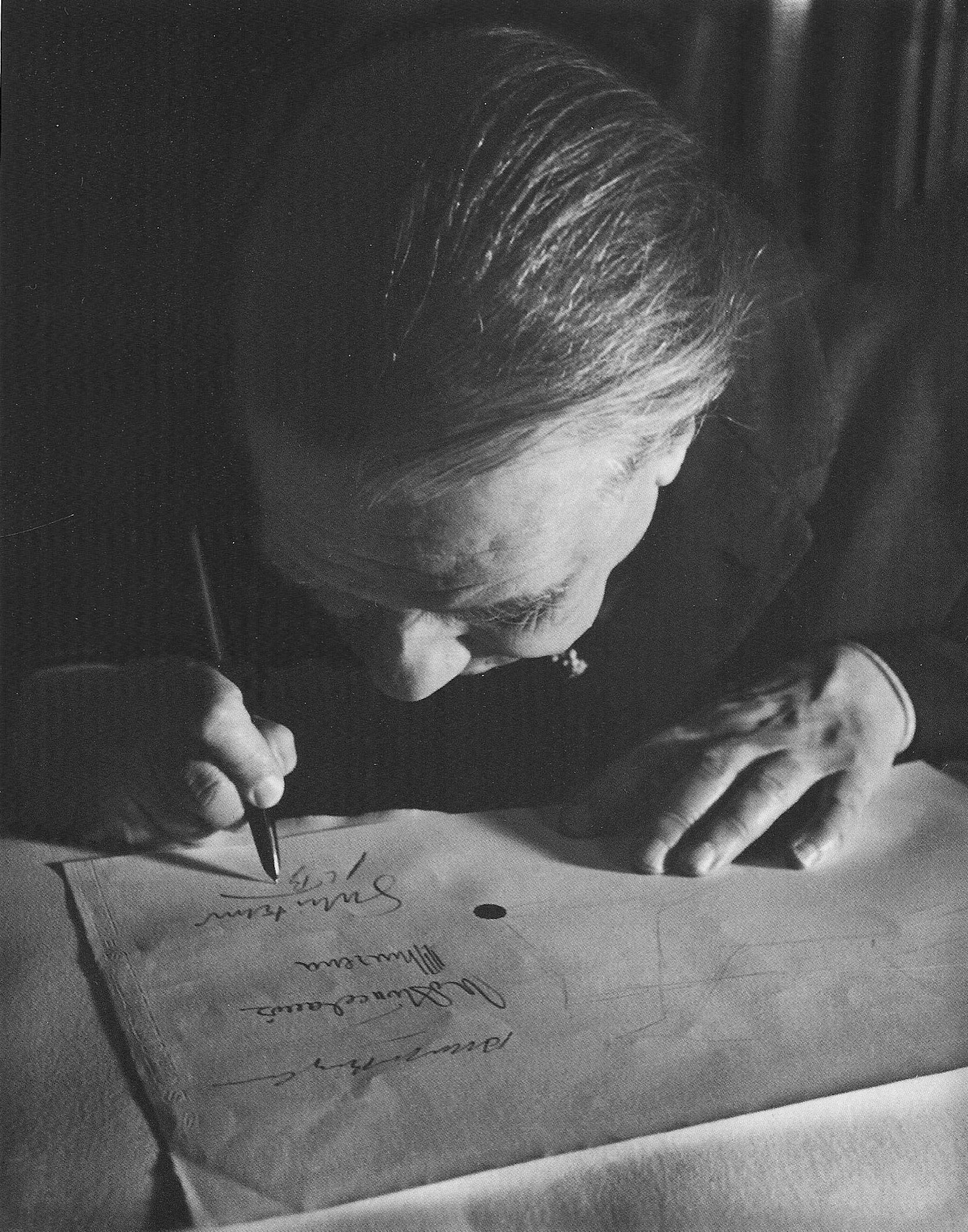
Jorge Luis Borges nel 1963, alle prese con i problemi di vista.

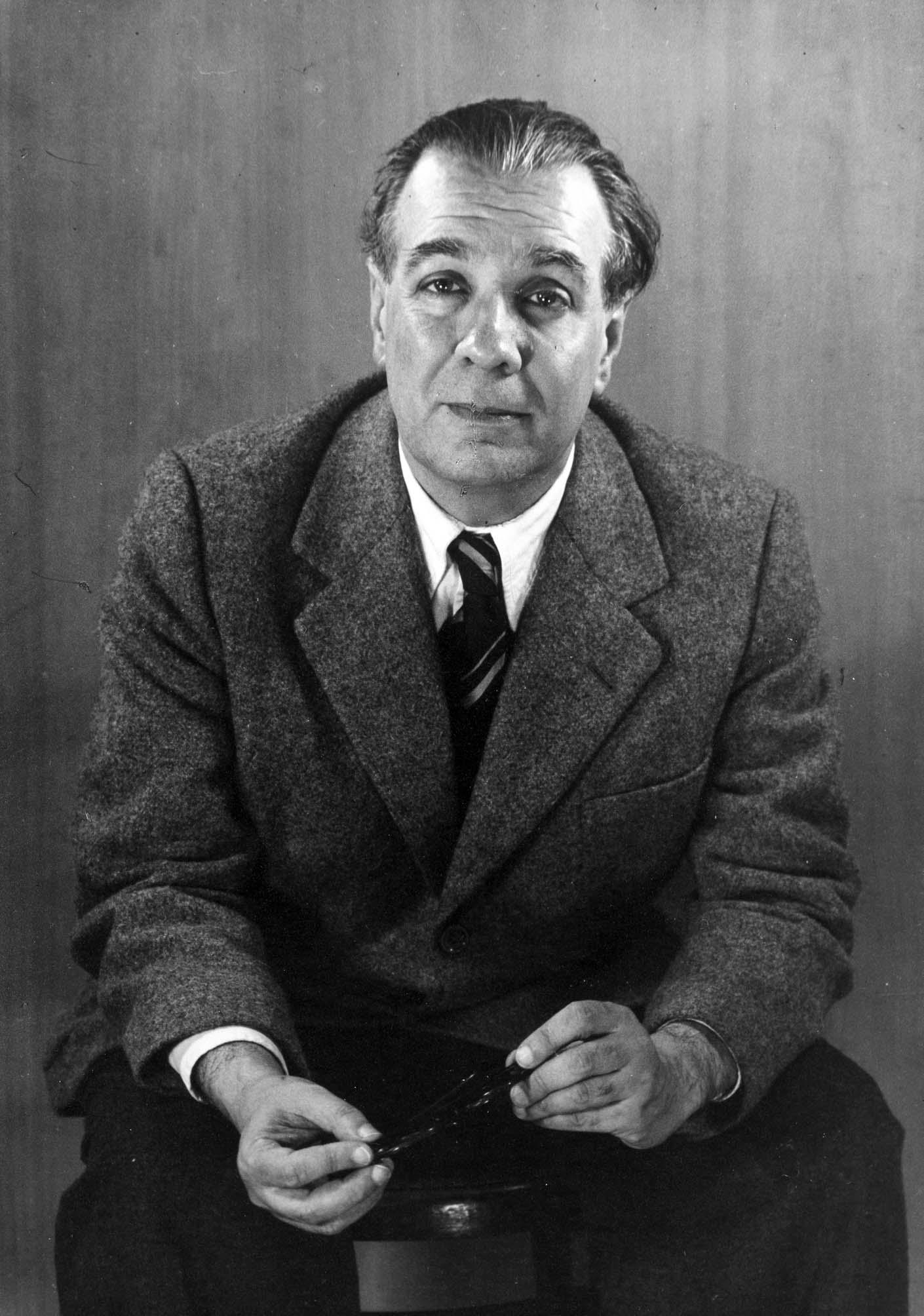
Jorges Luis Borges nel 1951, foto di Grete Stern

### La maturità
Nel 1938 muore il padre, cieco da anni. Con l'aiuto del poeta Francisco Luis Bernárdez, Jorge Luis ottenne un posto di aiuto catalogatore alla biblioteca municipale Miguel Cané nel quartiere di Boedo. In questa biblioteca poco frequentata poté continuare la sua attività, cioè a passare i giorni fra i libri, leggendo e scrivendo. La vigilia di Natale dello stesso anno, in seguito a una ferita alla testa, dovuta a un banale trauma in casa, va in setticemia e rischia la vita. Durante la convalescenza, per aver prova di esserne ancora in grado, scrive Pierre Menard, autor del Quijote. Nel 1946 Juan Domingo Perón venne eletto presidente, sconfiggendo così la Unión Democrática. Borges, che aveva appoggiato quest'ultima, manifestò la sua avversione al nuovo governo, tanto che fu costretto ad abbandonare la sua posizione di bibliotecario e fu "degradato" a ispettore di pollai.
Per questo motivo egli dovette superare la sua timidezza e iniziare a tenere conferenze. Nel 1948 sua sorella Norah e sua madre vennero incarcerate, accusate di aver dato scandalo nella loro vita pubblica. Norah Borges (e la sua amica Adela Grondona) vennero portate al carcere femminile del Buon Pastore, mentre a Leonor Acevedo furono concessi gli arresti domiciliari vista l'età avanzata.
Nel 1950 Borges venne eletto presidente della Sociedad Argentina de Autores e, un anno dopo, uscì in Messico Antiguas Literaturas Germánicas (Brume, dei, eroi), scritto in collaborazione con Delia Ingenieros.
In seguito alla Revolución Libertadora che depose Perón, Borges fu nominato direttore della Biblioteca Nazionale Argentina, incarico che ricoprì dal 1955 fino alle sue dimissioni del 1973, dovute al ritorno al potere proprio di Perón. Lo stesso anno fu eletto membro dell'Accademia argentina delle Lettere.
Nel 1956 divenne professore di letteratura inglese all'Università di Buenos Aires e presidente dell'Associazione degli Scrittori argentini. In questo periodo egli fu molto criticato per la sua adesione al nuovo governo, soprattutto da Ezequiel Martínez Estrada e da Ernesto Sabato. Con quest'ultimo le diatribe proseguirono fino al 1975.
Dagli anni '40, la malattia agli occhi ereditata dal padre, la retinite pigmentosa, unita alla forte miopia di cui già soffriva, peggiorò rapidamente e gli provocò una progressiva ipovisione, e Borges divenne completamente cieco alla fine degli anni '60. Questo non rallentò tuttavia la sua creatività letteraria e il suo ritmo di lavoro.
Borges ricevette una gran quantità di riconoscimenti. Tra i più importanti: il Premio Nazionale di Letteratura (1957), il Premio Internazionale degli editori (1961), il premio Formentor insieme a Samuel Beckett (1969), il Premio Miguel de Cervantes insieme a Gerardo Diego (1979) e il Premio Balzan (1980) per la filologia, linguistica e critica letteraria. Tre anni più tardi il governo spagnolo gli concesse la Gran Croce dell'Ordine civile di Alfonso X il Saggio.
Nel 1967, dopo la fine della ventennale relazione sentimentale e intellettuale con la scrittrice e traduttrice Estela Canto (iniziata nel 1944) sposò Elsa Helena Astete Millán, ma la coppia divorziò dopo soli tre anni, nel 1970.

### Borges e il Premio Nobel
Nonostante il suo enorme prestigio intellettuale e il riconoscimento universale raggiunto dalla sua opera, Borges non fu mai insignito del premio Nobel per la letteratura. Si è sempre ritenuto che la commissione del Premio non abbia mai preso in considerazione l'autore argentino, tuttavia, da alcuni atti recentemente desecretati, si scopre che nel 1967 Borges fu vicino alla vittoria del Nobel, arrivando insieme a Graham Greene sul podio degli autori che contesero l'ambito traguardo col poeta guatemalteco Miguel Ángel Asturias. La motivazione fu che Borges si era dimostrato "eccessivamente esclusivo o artefatto nella sua ingegnosa arte miniaturistica".

### Gli ultimi anni

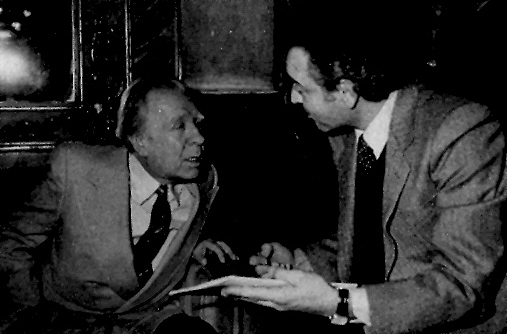
Borges con Riccardo Campa (Roma, 1983)

Nel 1973, prima della nuova vittoria del peronismo, Borges continuò a ricordare il primo governo di Perón come "gli anni dell'obbrobrio". Nel 1975 morì sua madre, a novantanove anni. A partire da questo momento Borges effettuò i suoi viaggi insieme a María Kodama, una sua ex-alunna, divenuta sua segretaria e infine, a poche settimane dalla morte, sua seconda moglie, sposata per procura in Uruguay.

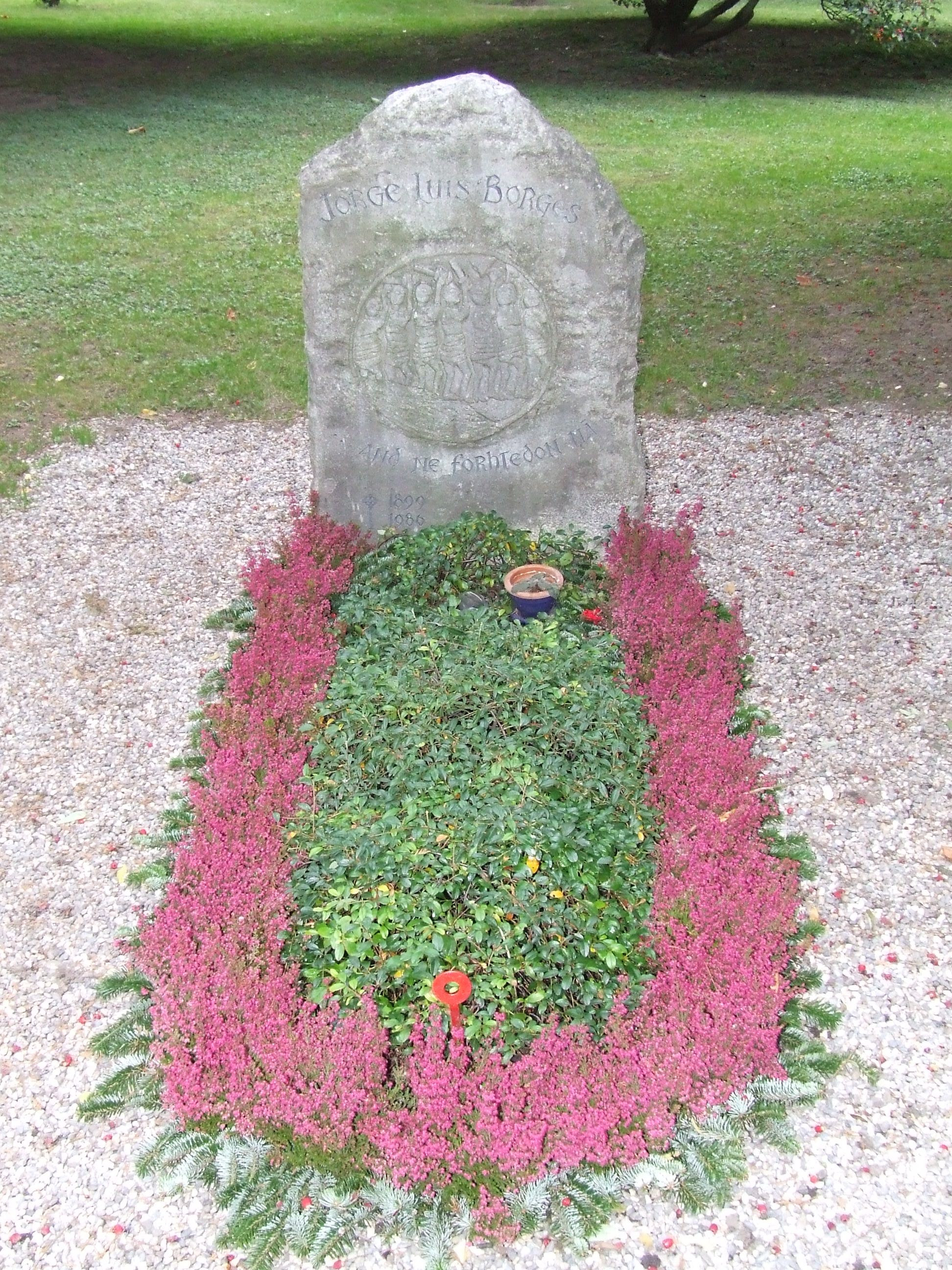
Tomba di Borges a Ginevra

Morì il 14 giugno 1986, a 86 anni, nella città di Ginevra (Svizzera), dove periodicamente si recava per curarsi agli occhi, in seguito a un cancro al fegato.
Come da lui disposto, i suoi resti riposano al cimitero di Plainpalais (nella parte sud di Ginevra) sotto una lapide grezza di color bianco. Sulla parte superiore si legge semplicemente "Jorge Luis Borges"; più in basso è scritta in inglese antico la frase "And ne forhtedon na" (Giammai con timore), proveniente dal poema epico del X secolo La battaglia di Maldon, insieme a un'incisione circolare raffigurante sette guerrieri che, impugnati gli scudi e sfoderate le spade, si gettano in combattimento e quindi verso la morte. Sotto sono incise una piccola croce del Galles e le date "1899/1986".
Dietro la lapide sono riportati due versi della Saga dei Völsungar (XIII secolo): "Hann tekr sverthit Gram okk / legger i methal theira bert" (Egli prese la sua spada, Gram, e pose il nudo metallo tra i due), al di sotto dei quali è raffigurato un drakkar vichingo. Più in basso compare la scritta "De Ulrica a Javier Otalora".

## Influenza nella cultura moderna
Borges ha lasciato la sua grande eredità in tutti i campi della cultura moderna, persino in quella pop, e molti sono gli scrittori che si sono ispirati alle sue opere.
Tra questi ci sono scrittori come Julio Cortázar, Italo Calvino, Osvaldo Soriano, Umberto Eco, Leonardo Sciascia, John Barth, Philip K. Dick, Gene Wolfe, Paul Auster, Roberto Bolaño, Zoran Živković, Carmelo Bene.
Inoltre Borges ha influenzato anche autori di fumetti come Alan Moore e Grant Morrison (che lo cita indirettamente in un episodio della Doom Patrol), cantautori come Francesco Guccini, Roberto Vecchioni (Il miracolo segreto, ispirato all'omonimo racconto di Borges), Giorgio Gaber (Io se fossi Dio, col riferimento alla "superstizione della democrazia") ed Elvis Costello, e artisti come Luigi Serafini, autore del Codex Seraphinianus. Come lo stesso filosofo francese afferma nella prima prefazione del testo, Borges ispirò anche Le parole e le cose, uno dei più grandi capolavori di Michel Foucault.
Umberto Eco, nel romanzo Il nome della rosa dà il nome di Jorge da Burgos a uno dei personaggi, bibliotecario cieco, chiarendo poi (nelle "postille") che il nome va riferito esplicitamente a Borges.

## Orientamento politico
(Jorge Luis Borges)
Borges si può considerare un liberal-conservatore, ma per certi versi anche progressista e non reazionario, al contempo diffidente nei confronti della democrazia di massa, in cui ravvede un «abuso delle statistiche» contro l'individuo. Nel racconto L'Altro parla di «superstizione della democrazia», il che lo porta a una posizione di elitismo. Era ostile anche al capitalismo sfrenato, e contemporaneamente al comunismo (sebbene nel 1917 avesse celebrato la rivoluzione d'ottobre), al fascismo (nota la sua avversione, negli anni '30, per il filofascismo e l'antisemitismo della Lega Repubblicana, un partito fondato da Leopoldo Lugones) e alle dittature, da lui ritenute forme di demagogia. In alcune opere criticò il nazismo simpatizzando con gli ebrei perseguitati (a volte affermando di essere egli stesso di origine ebraica), come ne Il miracolo segreto, presente nella raccolta Finzioni del 1944, con protagonista un immaginario scrittore ebreo che viene fucilato dai tedeschi occupanti a Praga. Talvolta si definì anche anarchico.
Degno di nota il suo rapporto, buono per la parte culturale, conflittuale in politica, con un altro grande scrittore sudamericano del XX secolo, Gabriel García Márquez, amico e sostenitore di Fidel Castro. Borges descrisse sé stesso nel 1960 come un aderente al liberalismo classico, nonché un convinto anticomunista (motivo di disputa, talvolta, con la compagna Estela Canto, che era comunista), antifascista e anti-peronista.
Nonostante fosse il favorito d'obbligo di ogni edizione del Premio Nobel per la letteratura dagli anni cinquanta in poi, l'Accademia di Stoccolma non lo premiò mai, preferendogli a volte autori meno conosciuti e popolari. Secondo insistenti voci la ragione andava cercata nelle idee politiche del grande scrittore che, senza mai essere un attivista (si iscrisse soltanto nel 1960, e con intento dichiaratamente "donchisciottesco", al Partito Democratico Nazionale, noto anche come Partito Conservatore, che dopo la fine della coalizione denominata Concordancia aveva però ormai perso ogni centralità), veniva apparentato al conservatorismo e alla destra. Secondo altri la ragione erano le critiche al poeta Artur Lundkvist, membro dell'Accademia. Non gli perdonarono inoltre le sue idee, per l'accademia eccessivamente tradizionaliste e filo-occidentali (seppur amante dell'Oriente), e l'atteggiamento cosmopolita, refrattario sia al folklore (ma non alla madrepatria) sia alle forzature moderniste. Tuttavia non era un nazionalista: in un'intervista concessa al giornalista italiano Toni Capuozzo, Borges definì il nazionalismo «un male» e l'Argentina «un'invenzione».
Dal punto di vista spirituale, Borges era agnostico (sovente si definiva ateo), ma sensibile alle varie suggestioni delle tradizioni religiose (in punto di morte volle parlare con un sacerdote cattolico, pur non convertendosi), che però non influenzano la visione politica, ma solo quella letteraria. Questa indifferenza si ritrova però spesso anche nella maggior parte della vita dello scrittore, in rapporto alla politica e ai problemi dell'attualità, e gli è costata molte critiche.
Borges dichiarò anche:
(Jorge Luis Borges)

### Borges e il peronismo
Notoria è la sua antipatia viscerale per Juan Domingo Perón e il suo Partito Giustizialista, ritenendolo un partito fascista. Durante il regime di Perón (da Borges chiamato "gli anni dell'obbrobrio") si ebbero anche l'incarcerazione della madre e della sorella dell'autore, nonché il suo temporaneo licenziamento dalla Biblioteca Nazionale.
Diverse tappe della sua carriera pubblica sono segnate dal conflitto col peronismo. Alcune di queste:
1. il suo reintegro e la sua nomina a Direttore della Biblioteca Nazionale avvenne proprio dopo la caduta di Perón (1955);
2. il rifiuto da parte del quotidiano La Nación di pubblicare una sua poesia (Il Pugnale) di chiaro intento tirannicida;
3. la sua presidenza dal 1950 al 1953 della Società degli Scrittori Argentini, di cui il regime peronista impose la chiusura; Borges stesso ricorda gli ultimi seminari che poté tenere, di fronte a poliziotti che annotavano i passi salienti delle sue esposizioni;
4. esplicite dichiarazioni di Borges, che sembrano smentire del tutto un suo appoggio al caudillo, anzi manifestano tutta la sua disapprovazione per il populismo e la demagogia.[22]

### Il rapporto con la dittatura militare

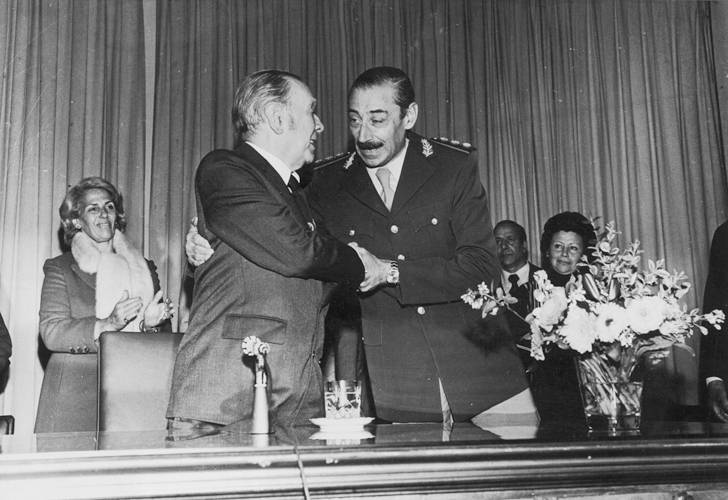
Borges ed il dittatore argentino Jorge Rafael Videla

Viceversa, Borges salutò con apprezzamenti il governo militare argentino, salito al potere nel 1976 con un colpo di Stato apparentemente incruento dopo aver deposto i peronisti e il loro governo populista e corrotto (guidato, dopo la morte di Perón, dalla sua terza moglie Isabelita e da José López Rega, che poi passò subito dalla parte dei militari), definendo la giunta militare "un governo di caballeros e di galantuomini". Lo scrittore fu invitato a un incontro a cena con il generale Jorge Rafael Videla nel maggio 1976, con Ernesto Sabato e altri intellettuali vicini al regime.
In seguito, tuttavia, si ebbe un suo progressivo allontanamento dal regime: Borges rimase sconvolto quando scoprì il comportamento adottato dalla giunta contro i dissidenti - i soldati si resero responsabili, in segreto, di torture, decine di migliaia di sparizioni forzate (circa 30 000, di cui 9 000 accertati secondo il CONADEP) nella cosiddetta "guerra sporca" - per niente "cavalleresco", al punto di definire i generali "banditi", "folli" e "criminali". Si è detto che due avvocati coinvolti nella difesa di guerriglieri marxisti, una volta, tentarono di investirlo con la macchina mentre attraversava la Avenida 9 de Julio.
Nel 1980 firmò una petizione di sollecitazione a favore dei desaparecidos nel quotidiano Clarín e assunse un netto atteggiamento di opposizione, che veniva tollerato in omaggio alla sua statura intellettuale. Smise anche di scrivere sul quotidiano La Nación, vicino al governo, dove fu annunciata la rottura di Borges con la giunta militare. Nel 1982 condannò quindi l'invasione argentina delle Isole Malvinas e si dichiarò pacifista, anche se alcune guerre, in passato, furono da lui ritenute giuste (come la guerra dei sei giorni in cui appoggiò Israele contro i Paesi arabi). A un generale secondo il quale anche l'assassinio di 5 colpevoli ogni 100 desaparecidos avrebbe giustificato la morte di 95 innocenti, rispose di farsi ammazzare anche lui se proprio voleva convincere del suo argomento.
Nel 1985, dopo la caduta della giunta, partecipò come uditore al processo contro la giunta (da cui uscirono le prime condanne e il rapporto Nunca más); già malato, ebbe una forte reazione emotiva e un malore al racconto delle violenze subite da parte di superstiti dei centri di detenzione clandestini, e dovette essere portato fuori a spalla dai presenti; disse in aula: «Questo è troppo per me. È orribile. Non riesco a trattenermi». Espresse così il suo punto di vista e la sua impotenza nella situazione, in una serie di interviste:
La sua opposizione morale alla dittatura cominciò, come raccontò lui stesso, quando alcune componenti delle Madri di Plaza de Mayo vennero a trovarlo a casa sua raccontandogli la sorte dei loro figli scomparsi. Ai desaparecidos è dedicato un racconto dell'ultima raccolta, Los conjurados (1985). Nel 1983 Borges manifestò soddisfazione e ottimismo per l'elezione di Raúl Alfonsín, primo Presidente dell'Argentina dopo la fine della dittatura.

### Il rapporto con il Cile di Pinochet
Una delle critiche più feroci rivolte a Borges riguarda anche un pranzo al tavolo di Augusto Pinochet, il dittatore cileno che rovesciò il governo del socialista Salvador Allende nel golpe cileno del 1973 appoggiato dalla CIA, ma che Borges riteneva avesse evitato il comunismo e il caos nel Paese vicino dell'Argentina, sebbene non approvasse le violenze del regime. Avvisato della vittoria del Nobel quasi sicura se avesse rinunciato a quel viaggio in Cile per un giro di conferenze e per ritirare una delle sue 23 lauree honoris causa, rispose che allora era "un'ottima idea partire". Pronunciò un discorso a Santiago del Cile nel settembre 1976, dove elogiò l'ospitalità di Pinochet e, ispirandosi a Machiavelli, parlò del momento della spada e dichiarò di preferire «la spada, la spada chiara alla dinamite illegale». Sebbene García Márquez in tale occasione lo avesse difeso parlando di "umorismo di Buenos Aires", lo stesso Borges aveva specificato «io dico in modo molto chiaro, sapendo bene quello che dico». Mario Vargas Llosa ha confermato che alcuni accademici di Svezia gli avrebbero rivelato di essere rimasti molto a disagio, proprio nell'anno in cui stavano per concedergli il Nobel, a causa dell'accettazione da parte di Borges di una decorazione conferitagli da Pinochet.
Tuttavia anche in questo caso, come per la giunta argentina, in seguito Borges rivide le sue convinzioni. Riguardo alla cena con Pinochet nel 1984 affermò, parafrasando Pablo Neruda, «confesso che ho sbagliato».

## Tematiche

### Temi ricorrenti
- La metafora
- I libri (e la biblioteca)
- L'infinito spaziale e temporale
- Il labirinto
- Gli specchi
- Il doppio
- Le tigri
- La rosa
- Il sogno
- Gli scacchi
- Il viaggio
- I miti nordici
- I duelli dei malavitosi
- I temi della colpa, del perdono e del peccato
- Il paradiso perduto
- Dio e le Sacre Scritture
- La forma della spada

### Temi internazionali
- Argentina: è il biografo di Evaristo Carriego, suo amico del quale scrive una biografia immaginaria e fantasiosa; lettore di Leopoldo Lugones, Almafuerte, e altri; vi ambienta: Storia del tango, Il nostro povero individualismo, Horse Cart Inscriptions, Celebrazione del Mostro, Il Sud, The Mountebank
- Uruguay: vi ambienta "Avelino Arredondo"
- Israele: due poesie, due viaggi, la ricorrente compiacenza nella possibile (ma discussa) origine da un ceppo di immigrati ebrei lusitani. Un convegno su "Borges en Jerusalem" è stato celebrato nel 1999 e pubblicato nel 2003 dalla Vorvuert - Iberamericana. In generale nutre grande stima e affetto per questa giovane e antica nazione, e per il popolo ebraico in generale.
- Italia: Borges ha una speciale affinità con la Divina Commedia di Dante Alighieri, soggetto dei Nove saggi danteschi e con Venezia. Alla Divina Commedia è pure liberamente ispirato L'Aleph (l'amore di Dante per Beatrice = l'amore di Borges per Beatriz Viterbo, personaggio ispirato a Estela Canto, con lo stesso personaggio di Carlos Argentino Daneri, il cui nome è l'anagramma di Dante Alighieri; un'Opera che contenga tutto, l'Aleph = Divina Commedia). Altra lettura prediletta era Ariosto, il cui italiano ha imparato viaggiando in autobus verso la biblioteca come per Dante. Il suo particolare amore per Dante Alighieri è stato definito dalla critica "dantismo immanente", poiché i riferimenti ai concetti danteschi legati alla tradizione cristiana presenti nell'opera borgesiana si traducono in un'immanenza (come per Thomas Stearns Eliot ed Ezra Pound) che non si risolve necessariamente in una perdita di sacralità (cfr. Lore Terracini e Roberto Paoli; il volume di Riccardo Ricceri è dedicato a Dante e allo specifico tema del dantismo immanente presente nell'opera dello scrittore argentino). Borges faceva spesso notare il legame tra Italia e Argentina, affermando scherzosamente di non potersi sentire davvero argentino in quanto non aveva origini italiane.[30] Borges ammira anche lo scrittore Giovanni Papini, che definisce "ingiustamente dimenticato"[18]. Borges era solito leggere in italiano - come l'opera di Dante e di Ariosto- l' opera di Benedetto Croce.
- Spagna: Borges fa frequenti riferimenti al Don Chisciotte della Mancia di Miguel de Cervantes e allo scrittore del XVII secolo Francisco de Quevedo y Villegas
- Francia: è influenzato da Léon Bloy (poeta decadente e reazionario di fine Ottocento) e da Marcel Schwob, erudito scrittore di fine Ottocento, autore di Vite immaginarie, fonte d'ispirazione per Storia universale dell'infamia; è un grande estimatore e scrive saggi su Guillaume Apollinaire
- Germania: ha una speciale affinità con Heinrich Heine, è influenzato da Franz Kafka e Kurd Laßwitz; lettore di Fritz Mauthner, Arthur Schopenhauer; scritti sulla Germania: Deutsches Requiem, Letteratura tedesca nell'età di Bach
- Regno Unito: studia intensamente la letteratura inglese e anglosassone; è influenzato da Samuel Butler, Gilbert Keith Chesterton, Thomas de Quincey, David Hume, Rudyard Kipling, George Bernard Shaw, Herbert Spencer, Robert Louis Stevenson, Thomas Carlyle, H. G. Wells e Lord Gibbon, il grande storico del XVIII secolo di cui legge e rilegge Declino e caduta dell'Impero Romano; ama la Storia della filosofia di Bertrand Russell[18]

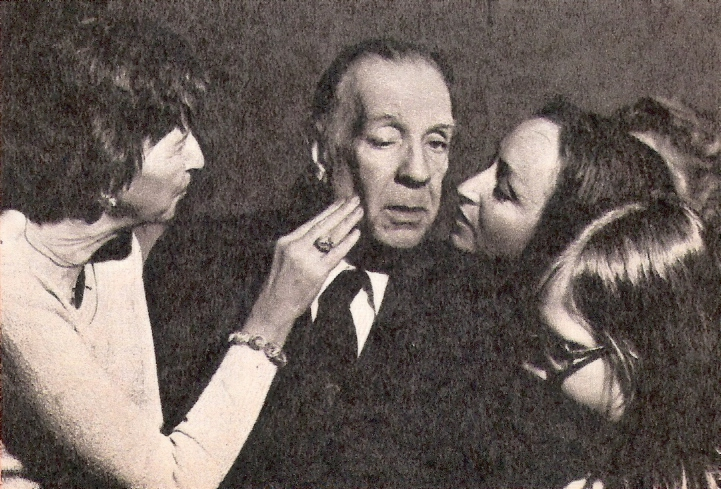
Borges con alcune ammiratrici

- India: è lo scenario per i racconti: L'uomo sulla soglia, L'accostamento ad Almotasim, Tigri blu
- Irlanda: è influenzato da Giovanni Scoto Eriugena e Jonathan Swift; traduce Oscar Wilde in spagnolo; scrive pagine critiche su James Joyce; è lo scenario di Tema del traditore e dell'eroe, legge e commenta gli scritti del filosofo idealista George Berkeley, che era anche un vescovo irlandese.
- Stati Uniti: traduttore di William Faulkner in spagnolo; ha una speciale affinità con il filosofo Ralph Waldo Emerson e Walt Whitman, è influenzato da Edgar Allan Poe e scrive saggi su di lui, su Nathaniel Hawthorne e Ralph Waldo Emerson; vi ambienta Lo spaventoso redentore Lazarus Morell, racconto ispirato da Mark Twain; scrive molte pagine di critica riguardo a diversi film, come Quarto potere ("An Overwhelming Film"); scrive anche una parodia/omaggio dei racconti di Howard Phillips Lovecraft, intitolata There are more things - una citazione dall'Amleto di William Shakespeare.
- Giappone: vi ambienta il racconto L'incivile maestro di cerimonie Kotsuké no Suké
- Cina: vi ambienta i racconti Un pirata: la vedova Ching e (in parte) Il giardino dei sentieri che si biforcano.
- Norvegia e paesi nordici: vi ambienta i racconti Lo specchio e la maschera e Undr, entrambi della raccolta Il libro di sabbia; altri personaggi, come la donna protagonista di Ulrica, il giovane studioso de La corruzione e il vecchio re de Il disco sono nordici, a testimonianza del suo grande amore per la letteratura e il mito di quei paesi.

### Temi religiosi
- Cristianesimo: influenzato da Léon Bloy; Storia dell'Eternità, Tre versioni di Giuda, I teologi, Il Vangelo di Marco, Un teologo nella morte. L'influenza maggiore gli venne dalla Bibbia (i Vangeli, specialmente Giovanni, Paolo, Giobbe, Qohelet e anche gli apocrifi), che la nonna protestante conosceva a memoria e gli leggeva spesso.
- Buddhismo: Tema del mendicante e del re, lettura sul Buddhismo in Sette notti.
- Islam: L'accostamento ad Almotasim, La ricerca di Averroè, Hakim di Merv, il tintore mascherato (ma solo l'ambientazione è islamica, in quanto il credo di Hakim è schiettamente gnostico), La camera delle statue; è stato fortemente influenzato da Le mille e una notte del quale ha anche realizzato diverse traduzioni.
- Ebraismo: La morte e la bussola, Il Golem, Una difesa della Cabala, Il miracolo segreto, letture sulla Cabala e su Shmuel Agnon.
- Gnosticismo: alcuni dei suoi primi scritti a imitazione di Emanuel Swedenborg; Una vendicazione del falso Basilide, che soprattutto manifesta l'interesse per le correnti gnostiche ereticheggianti del Cristianesimo primitivo (Carpocrate, Basilide, i nicolaiti, gli anulari), presenti in molti testi già citati.
- Taoismo: fondamentale retroterra della sua opera, è esplicitamente presente nelle opere ambientate in Cina.
- Religioni immaginarie: gli eretici di Uqbar in Tlön, Uqbar, Orbis Tertius.

## Opere

### Raccolte di racconti
- Storia universale dell'infamia (Historia Universal de la Infamia, 1935), trad. di Mario Pasi, Milano, Il Saggiatore, 1961; trad. di Vittoria Martinetto e Angelo Morino, Milano, Adelphi, 1997, ISBN 88-459-1332-5.
- Finzioni (Ficciones, 1944; II ed. ampliata, 1956), trad. di Franco Lucentini, Torino, Einaudi, 1955; trad. di Antonio Melis, Milano, Adelphi, 2003, ISBN 978-88-459-1427-0.
- L'Aleph (El Aleph, 1949), trad. di F. Tentori Montalto, Milano, Feltrinelli, 1959; Milano, Adelphi, 1999, ISBN 88-459-1420-8.
- Il manoscritto di Brodie (El informe de Brodie, 1970), trad. di Livio Bacchi Wilcock, Milano, Rizzoli, 1971; trad. di Lucia Lorenzini, Milano, Adelphi, 1999, ISBN 88-459-1449-6.
- Il libro di sabbia (El libro de arena, 1975), trad. di Livio Bacchi Wilcock, Milano, Rizzoli, 1977; trad. di Ilide Carmignani, Milano, Adelphi, 2004, ISBN 88-459-1841-6.
- Venticinque agosto 1983 e altri racconti inediti, trad. di Gianni Guadalupi, Parma, F.M. Ricci, 1980; Milano, Mondadori, 1990, ISBN 88-04-33731-1.
- La memoria di Shakespeare, 1983.

#### Con Adolfo Bioy Casares
- Sei problemi per don Isidro Parodi (Seis problemas para don Isidro Parodi, 1942), trad. di Vanna Brocca, Milano, Palazzi, 1971; Roma, Editori Riuniti, 1978; Pordenone, Studio Tesi, 1990; trad. di Lucia Lorenzini, Milano, Adelphi, 2012, ISBN 978-88-459-2702-7.
- Due fantasie memorabili (Dos fantasías memorables, 1946)
- Un modello per la morte (Un modelo para la muerte, 1946), Pordenone, Studio Tesi, 1991, ISBN 88-7692-273-3.
- Cronache di Bustos Domecq (Crónicas de Bustos Domecq, 1967), trad. di Francesco Tentori Montalto, Einaudi, Torino, 1975, ISBN 88-06-15161-4.
- Nuovi racconti di Bustos Domecq (Nuevos cuentos de Bustos Domecq, 1977), trad. di Tilde Riva, Milano, Mondadori, 1991, ISBN 88-04-34778-3.
- Museo. Textos inéditos, 2003.

##### Antologie di racconti altrui curati con Adolfo Bioy Casares
- Antologia della letteratura fantastica (Antología de la literatura fantástica, 1940), in collaborazione con Adolfo Bioy Casares e Silvina Ocampo, Prefazione all'edizione italiana (prefazione alla I e alla III ed.), Roma, Editori Riuniti, 1981, 1997, ISBN 978-88-359-4279-5; nuova ed., Introduzione di Ernesto Franco, Collana ET. Biblioteca n.34, Torino, Einaudi, 2007, ISBN 978-88-06-18635-7.
- La cattedrale della paura. Due secoli di racconti polizieschi (Los mejores cuentos policiales. Primera serie, 1943), Roma, Editori Riuniti, maggio 1983, ISBN 88-359-2589-4.
- I signori del mistero. Antologia dei migliori racconti polizieschi (Los mejores cuentos policiales. Secunda serie, 1951), Roma, Editori Riuniti, 1982; a cura di Luciana Stegagno Picchio, Collezione Biblioteca, Pordenone, Studio Tesi, 1991, ISBN 978-88-769-2290-9.
- Racconti brevi e straordinari (Cuentos breves y extraordinarios, 1955), trad. di Gianni Guadalupi, La Biblioteca blu n.12, Parma, Franco Maria Ricci, 1973; a cura di Tommaso Scarano, Collana Piccola Biblioteca n.755, Milano, Adelphi, 2020, ISBN 978-88-459-3477-3.
- Il libro del cielo e dell'inferno (Libro del cielo y del infierno, 1960), a cura di Tommaso Scarano, Adelphi, Milano, 2011, ISBN 978-88-459-2596-2.

##### Antologie di racconti altrui
- Libro di sogni (Libro de sueños, 1976), trad. di Tilde Riva, Collana La Biblioteca di Babele n.32, Parma, Franco Maria Ricci, 1985, ISBN 88-216-0232-X; Collana Oscar La Biblioteca di Babele n.6, Milano, Mondadori, 1989; Collana Oscar Scrittori moderni, Mondadori, 1998, ISBN 88-04-45552-7; trad. e cura di Tommaso Scarano, Collana Piccola Biblioteca n.679, Milano, Adelphi, 2015.

### Raccolte di poesie
- Fervore di Buenos Aires (Fervor de Buenos Aires, 1923; ed. riveduta, 1969)
  - a cura di Domenico Porzio e Hado Lyria, in J.L. Borges, Tutte le opere, vol. I, Collana I Meridiani, Milano, Arnoldo Mondadori Editore, 1984.
  - a cura di Tommaso Scarano, Milano, Adelphi, 2010, ISBN 978-88-459-2477-4.
- Luna di fronte (Luna de enfrente, 1925), a cura di Domenico Porzio e Hado Lyria, in Tutte le opere, vol. I, Milano, Mondadori, 1984.
- Quaderno San Martín (Cuaderno de San Martín, 1929) a cura di Domenico Porzio e Hado Lyria, in Tutte le opere, vol. I, Milano, Mondadori, 1984.
- L'artefice (El hacedor, 1960)
  - trad. di Francesco Tentori Montalto, Milano, Rizzoli, I ed. 1963.
  - a cura di Tommaso Scarano, Collana Biblioteca n.382, Adelphi, Milano, 1999, ISBN 88-459-1507-7.
- L'altro, lo stesso (El otro, el mismo, 1964)
  - trad. di F. Tentori Montalto, in Tutte le opere, vol. II, Collana I Meridiani, Milano, Mondadori, 1985.
  - a cura di Tommaso Scarano, Adelphi, Milano, 2002, ISBN 88-459-1742-8.
- Carme presunto e altre poesie (Poemas, 1923-1958), Introduzione e trad. di Ugo Cianciòlo, Einaudi, Torino, I ed. 1969; Collezione di Poesia n.121, Einaudi, Torino, 1975.
- Elogio dell'Ombra (Elogio de la sombra, 1969), trad. di F. Tentori Montalto, Einaudi, Torino, 1971, ISBN 88-06-14868-0.
- L'oro delle tigri. Poesie (El oro de los tigres, 1972)
  - testo spagnolo a fronte, traduzione di Juan Rodolf Wilcock e Livio Bacchi Wilcock, Rizzoli, Milano, I ed. agosto 1974.
  - a cura di Tommaso Scarano, Collana Biblioteca n.465, Adelphi, Milano, 2004, ISBN 88-459-1932-3.
- La rosa profonda (La rosa profunda, 1975)
  - a cura di Domenico Porzio e Hado Lyria, in Tutte le opere, vol. II, Mondadori, 1985.
  - a cura di Tommaso Scarano, Collana Piccola Biblioteca n.652, Adelphi, Milano, 2013.
- La moneta di ferro (La moneda de hierro, 1976)
  - a cura di Cesco Vian, Collana La Scala: il catalogo, Rizzoli, I ed. marzo 1981.
  - a cura di Tommaso Scarano, Collana Piccola Biblioteca n.578, Adelphi, Milano, 2008, ISBN 978-88-459-2327-2.
- Storia della notte (Historia de la noche, 1977)
  - in Tutte le opere, a cura di Domenico Porzio e Hado Lyria, vol. II, Milano, Mondadori, 1985.
  - a cura di Francesco Fava, Collana Piccola Biblioteca n.775, Adelphi, Milano, 2022, ISBN 978-88-459-3654-8.
- La cifra (1981), a cura di Domenico Porzio, Collana I poeti dello Specchio, Mondadori, Milano, I ed. 1982, ISBN 88-04-46950-1.
- I congiurati (Los conjurados, 1985), a cura di Domenico Porzio e Hado Lyria, Collana Lo Specchio, Milano, Mondadori, 1986, ISBN 88-04-42038-3.

### Saggi
- Inquisizioni (Inquisiciones, 1925), trad. di Lucia Lorenzini, Adelphi, Milano, 2001, ISBN 88-459-1628-6.
- La misura della mia speranza (El tamaño de mi esperanza, 1926), trad. di Lucia Lorenzini, Adelphi, Milano, 2007, ISBN 978-88-459-2195-7.
- L'idioma degli argentini (El idioma de los argentinos, 1928), a cura di Antonio Melis, trad. di Lucia Lorenzini, Adelphi, Milano, 2016. [libro giovanile ripudiato dall'autore, ripubblicato solo nel 1998]
- Evaristo Carriego (1930), trad. di Vanna Brocca, Milano, Palazzi, 1970; trad. di Paolo Collo, Einaudi, Torino, 1972, ISBN 88-06-15192-4.
- Discussione (Discusión, 1932; II ed. riveduta, 1957), trad. di Livio Bacchi Wilcock, Rizzoli, Milano, 1973; trad. di Lucia Lorenzini, a cura di Antonio Melis, Collana Biblioteca n.429, Milano, Adelphi, 2002, ISBN 978-88-459-1709-7. [saggi apparsi fra il 1928 e il 1932]
- Storia dell'eternità (Historia de la Eternidad 1936), traduzione di Livio Bacchi Wilcock, Il Saggiatore, Milano, 1962; traduzione di Gianni Guadalupi, Adelphi, Milano, 1997, ISBN 88-459-1333-3.
- Antiguas literaturas germánicas, con Delia Ingenieros,[31] 1951.
- Literaturas Germánicas Medievales (ed. riveduta e ampliata di Antiguas literaturas germánicas), con Maria Esther Vazquez, 1966.
  - Brume, dei, eroi, trad. di Gianni Guadalupi e Marcelo Ravoni, Presentazione di Giovanni Mariotti, Collezione Morgana n.5, Parma, Franco Maria Ricci, 1973.
  - Letterature germaniche medioevali, a cura di Fausta Antonucci, Roma-Napoli, Theoria, 1984, 1989, ISBN 978-88-241-0161-5.
  - Letterature germaniche medioevali, trad. di Lucia Lorenzini, a cura di Antonio Melis, Collana Piccola Biblioteca n.662, Adelphi, Milano, 2014, ISBN 978-88-459-2887-1.
- Altre inquisizioni (Otras inquisiciones 1952), a cura di F. Rodríguez Amaya, trad. di Francesco Tentori Montalto, Milano, Feltrinelli, 1963; Milano, Adelphi, 2000, ISBN 88-459-1538-7.
- El Martín Fierro (1953), con Margarita Guerrero.
- Manuale di zoologia fantastica (Manual de zoología fantástica, 1957), in collaborazione con Margarita Guerrero, trad. di Franco Lucentini, Collana I Coralli n.160, Torino, Einaudi, 1962; nuova ed., Einaudi, 1996, ISBN 88-06-11452-2; ed. aumentata, Il libro degli esseri immaginari (El libro de los seres imaginarios, 1967), Milano, Adelphi, 2006.
- Leopoldo Lugones (1965), con Betina Edelberg.
- Introducción a la literatura norteamericana (1967), con Estela Zemborain de Torres.
- Abbozzo autobiografico (Autobiographical Essay, dettato a Norman Thomas di Giovanni,[32] in The New Yorker, 19 settembre 1970), trad. di Floriana Bossi, in Elogio dell'ombra, Torino, Einaudi, 1971.
- Cos'è il buddismo (¿Qué es el budismo? 1976), in collaborazione con Alicia Jurado, a cura di Francesco Tentori Montalto, Collana Tascabili Economici, Roma, Newton, 1995, ISBN 978-88-798-3837-5.
- Nove saggi danteschi (Nueve ensayos dantescos 1982), trad. di Gianni Guadalupi, Parma, Franco Maria Ricci, 1985; a cura di Tommaso Scarano, Milano, Adelphi, 2001, ISBN 88-459-1653-7.
- Testi prigionieri (Textos cautivos, a cura di Enrique Sacerio-Garí e Emir Rodríguez Monegal, 1986), trad. di Maia Daverio, a cura di T. Scarano, Collana Biblioteca n.362, Milano, Adelphi, 1998, ISBN 88-459-1386-4. [testi apparsi nella rivista El Hogar tra il 1936 e il 1939]
- Borges en Revista Multicolor. Obras, reseñas y traducciones inéditas de Jorge Luis Borges, 1995.
- Textos recobrados 1919-1929, Buenos Aires, Emecé, 1997.
- Borges en «Sur», a cura di S.L. del Carril e M. Rubio de Socchi, Buenos Aires, Emecé, 1999.
- Borges en El Hogar,  1935-1958, Buenos Aires, Emecé, 2000, ISBN 978-95-004-2099-0.
- Textos recobrados 1931-1955, a cura di S.L. del Carril e M. Rubio de Zocchi, Buenos Aires, Emecé, 2002.
- Textos recobrados 1956-1986, a cura di S.L. del Carril e M. Rubio de Zocchi, Buenos Aires, Emecé, 2003.
- Miscelánea, 2011. [la raccolta contiene i libri: Prólogos, con un prólogo de prólogos, Borges oral, Biblioteca personal, Borges en Sur, Textos cautivos/Borges en El Hogar]
- La mappa segreta. Testi ritrovati (1933-1983) (Textos recobrados), trad. di Rodja Bernardoni, a cura di T. Scarano, Collana Biblioteca n.773, Milano, Adelphi, 2025, ISBN 978-88-459-3982-2.

#### Prologhi
- Prologhi. Con un prologo ai prologhi (Prólogos con un prólogo de prólogos, 1975), trad. di Cesco Vian, in J.L. Borges, Tutte le opere, vol. II, Collana I Meridiani, Milano, Mondadori, 1985; trad. di Lucia Lorenzini, Milano, Adelphi, 2005, ISBN 88-459-2025-9.
- Biblioteca personal, Madrid, Alianza, 1988.
- Prólogos de La Biblioteca de Babel, 2000.
- El círculo segreto, 2003.

### Antologie di propri scritti
- Antologia personale (Antología personal, 1961), trad. di F.T. Montalto, Torino, Silva, 1962; Presentazione di Alberto Arbasino, Collana Biblioteca, Milano, Longanesi, 1979.
- Nuova antologia personale. Il meglio di Borges scelto da Borges (Nueva antología personal, 1968), trad. di Livio Bacchi Wilcock, Collezione La Scala, Milano, Rizzoli, 1976.
- Poesie (1923-1976) scelte da J.L. Borges (1977), Introduzione e note di Roberto Paoli, trad. di Livio Bacchi Wilcock, Collana BUR Poesia, Milano, Rizzoli, ottobre 1980.
- Dall'intimità, a cura di F.T. Montalto, Bagno a Ripoli, Passigli, 1991.
- Le più belle poesie di Jorge Luis Borges, a cura di F.T. Montalto, Milano, Crocetti, 1994.

### Conferenze
- Oral (Borges oral, 1979), traduzione di Angelo Morino, Collana I David, Roma, Editori Riuniti, 1981, ISBN 978-88-359-2269-8.
- Siete noches, 1980 [conferenze tenute al Teatro Coliseo di Buenos Aires fra il 1º giugno e il 3 agosto 1977]
  -  Sette notti, traduzione di Mirka Eugenia Moras, Collana I Fatti e le Idee. Saggi e Biografie n.520, Milano, Feltrinelli, 1983, ISBN 978-88-072-2520-8.
  -  Sette sere, trad. e cura di Tommaso Scarano, Collana Piccola Biblioteca n.804, Milano, Adelphi, 2024, ISBN 978-88-459-3896-2.
- Una vita di poesia da Tokio (marzo 1984) a Milano (dicembre 1985), Milano, Spirali, 1986, ISBN 978-88-777-0187-9. - Nuova ed. integrale, Collana L'alingua, Spirali, 2007.
- Arte poética. Seis conferencias (This Craft of Verse), 2000. [testo delle lezioni tenute all'Università di Harvard nel 1967]
  -  L'invenzione della poesia. Le lezioni americane, a cura di Calin-Andrei Mihailescu, trad. di Vittoria Martinetto e Angelo Morino, Collana Saggi di letteratura straniera, Milano, Mondadori, 2001, ISBN 978-88-044-8840-8.
  - Il mestiere della poesia, Introduzione di Massimo Sideri, con saggi di V. Martinetto e Calin-Andrei Mihailescu, Collana Nautilus n.11, Roma, Luiss University Press, 2024, ISBN 979-12-559-6162-8.
- La biblioteca inglese. Lezioni sulla letteratura (Borges profesor, 2000), traduzione di Glauco Felici e Irene Buonafalce, a cura di Martín Hadis e Martin Arias, Collana Saggi, Torino, Einaudi, 2006, ISBN 978-88-061-8227-4. [Corso di 25 lezioni di Letteratura inglese tenuto all'Università di Buenos Aires nel 1966]
- El aprendizaje del escritor, 2014. [trascrizione del seminario sulla scrittura dettato in Colombia nel 1971]
- Il tango (El tango. Cuatro conferencias, 2016), a cura di Martín Hadas, ed. italiana a cura di Tommaso Scarano, Collana Piccola Biblioteca n.737, Milano, Adelphi, 2019, ISBN 978-88-459-3281-6.
- Curso de literatura argentina, 2024.

### Libro di viaggio
- Atlante (Atlas, 1984), con la collaborazione di María Kodama, a cura di Domenico Porzio e Hado Lyria, Collana Saggi e testi, Milano, Mondadori, 1985, ISBN 978-88-042-5246-7. [versi e prosa]
  -  Crepúsculo de Venecia. Crepuscolo di Venezia, traduzione di Laura Brigante, Ediz. bilingue, a cura di Adrián J. Sáez, Collana Invisible Cities n.17, Venezia, Damocle, 2022, ISBN 978-88-321-6320-9. [testo tratto da Atlas]

### Interviste e conversazioni
- Georges Charbonnier[33], Entretiens avec Jorge Luis Borges, Collection NRF, Paris, Gallimard, 1967.
- Jean de Milleret[34], Entretiens avec Jorge Luis Borges, Paris, Pierre Belfond, 1967. [Entrevistas con Jorge Luis Borges, 1970]
- Richard Burgin[35], Conversazioni con Borges (Conversations With Jorge Luis Borges, 1969), Milano, Palazzi Editore, 1971.
- Fernando Sorrentino, Sette conversazioni con Borges (Siete conversaciones con Jorge Luis Borges, 1974), a cura di Lucio D'Arcangelo, Collana Piccola Biblioteca Oscar n.193, Milano, Mondadori, 1999, ISBN 978-88-044-5363-5.
- Diálogos Borges-[Ernesto] Sábato, 1977.
- Reportaje a Borges (1977), con M. P. Montecchia.
- María Esther Vásquez[36], Colloqui con Borges. Immagini, memorie, visioni (Borges: Imágenes, Memorias, Dialogos, 1977), Prefazione di J.L. Borges, Palermo, Novecento, 1982.
- Conversazioni americane (Borges at Eighty, 1982), traduzione di Franco Mogni, Prefazione e cura di Willis Barnstone, Postfazione di Jorge Isaias Oclander, Collana Universale scienze sociali, Roma, Editori Riuniti, 1984.
- En voz de Borges (1986), con Waldemar Verdugo Fuentes.
- Conversazioni con Osvaldo Ferrari[37] (Borges en diálogo. Conversaciones con O. Ferrari, 1985), traduzione di Francesco Tentori Montalto, Collana Nuovo Portico n.42, Milano, Bompiani, 1986. [incontri radiofonici del 1984]
- Altre Conversazioni con Osvaldo Ferrari (Libro de diálogos. Conversaciones, 1986), trad. e curatela di F.T. Montalto, Collana Nuovo Portico, Milano, Bompiani, 1989.
- Ultime Conversazioni con Osvaldo Ferrari (Diálogos últimos, 1987), traduzione di F.T. Montalto, Collana Nuovo Portico n.54, Milano, Bompiani, 1990, ISBN 978-88-452-1643-5. [tenute alla Radio di Buenos Aires]
- Io, poeta di Buenos Aires. Interviste, traduzione di M. Palermi, M.L. Migliotti e L. Neretti, Collana Alhambra, Roma, Datanews, 2006, ISBN 978-88-798-1289-4.
- J.L. Borges - Osvaldo Ferrari, Reencuentro. Dialoghi inediti (Reencuentro, 1999), Milano, Bompiani, 2011, ISBN 978-88-452-6664-5.
- Cartografia di un destino. Interviste, a cura di Tommaso Menegazzi, Collana Il caffè dei filosofi n.30, Milano-Udine, Mimesis, 2012, ISBN 978-88-575-0882-5. [concesse a Joaquín Soler Serrano sulla TV spagnola nel settembre 1976 e nell'aprile 1980]
- Diffido dell'immortalità. Conversazione con Liliana Heker, Collana Cahiers, Milano, Castelvecchi, 2019, ISBN 978-88-328-2549-7.
- Borges: el misterio esencial. Conversaciones en universidades de Estados Unidos, 2021.
- Borges in situ. Cinco charlas, encuentros y desencuentros con Jorge Luis Borges, de Alejandro Pose Mayayo, Alfar, 2022.
- Fabian Spagnoli, Una entrevista a Borges. An Interview with Borges, trad. in inglese di Jillian Tomm, Introduzione di Carlo Alberto Petruzzi, Venezia, Damocle Edizioni, 2024, ISBN 978-88-32163-35-3. [intervista trascritta, concessa da Borges a Buenos Aires nel 1980 a uno studente (allora di 17 anni), oggi giornalista e traduttore]
- J.L. Borges-Osvaldo Ferrari, Los diálogos. Edición definitiva, Buenos Aires, Seix Barral, 2024, ISBN 978-84-322-4283-0. [contiene la trascrizione integrale dei 118 dialoghi radiofonici tenuti da Borges fra il 1984 e il 1985]

### Epistolari
- Cartas del fervor. Correspondencia con Maurice Abramowicz y Jacobo Sureda (1919-1928), 1999.

### Altro
- Norah. Con 15 litografie di Norah Borges, Prefazione di J.L. Borges, a cura di Domenico Porzio, Collana Lettere, Milano, Archinto, 2011, ISBN 978-88-776-8588-9.